# 京成3100形電車 (2代)
京成3100形電車（けいせい3100がたでんしゃ）は、2019年（令和元年）に登場した京成電鉄の直流通勤形電車。

## 概要
2003年に初投入された3000形以来16年ぶりとなる「京成グループ標準車両」として設計・製造される車両で、2019年（平成31年）4月11日に導入が発表された。新京成電鉄80000形電車との共同設計車であるが、機器類等に一部差異が見られる。
「受け継ぐ伝統と新たな価値の創造」を設計コンセプトに、京成電鉄の通勤型車両における質実さ、実用本位という設計思想を重要視しつつ、成田空港線（成田スカイアクセス線）への投入を前提として、2020年東京オリンピック・パラリンピックの開催を見据えた訪日外国人対応やバリアフリー化の強化を前提に空港利用客の利便性に配慮した設計がなされた。
2019年（令和元年）10月10日に宗吾車両基地で報道陣向けに公開され、10月26日のダイヤ改正から営業運転を開始した。
最初の導入分は既存の3000形7次車（3050番台）に倣い、3150番台とされた。日本車輌製造と総合車両製作所がそれぞれ編成単位で製造を担当するが、基本設計は日本車輌が担当している。

## 車両概説

### 外観
3000形と同じく、いわゆる「日車式ブロック工法」による、軽量ステンレス製18m級3扉車8両編成を組む。
先頭車は絞りや折りを入れ、スピード感を表現。成田スカイアクセス線に投入されることから、京成本線との誤乗防止を兼ねて、京成の車両では久しぶりにオレンジを基調としたデザインを採用しており、車体前面と側面に3050形と同様の飛行機のイラスト（編成中央を境に、1 - 4両目が成田空港方面、5 - 8両目が羽田空港方面に機首を向けたデザイン）が、さらに車体ドア横に成田山新勝寺、浅草雷門とスカイツリー、千葉県側からの富士山遠景のイラストが施される。前面・側面の表示装置はフルカラーLEDを採用し、4か国語表示（日本語、英語、中国語、韓国・朝鮮語）や駅ナンバリング表示に対応させた。3151Fのみ、車体裾に飾り帯がある。新京成80000形との違いは乗務員室の手すりが80000形は3本に対し、3100形は4本になっている。なお、80026Fが2025年7月に京成色に変更されたが、3200型に準じた塗装になっている

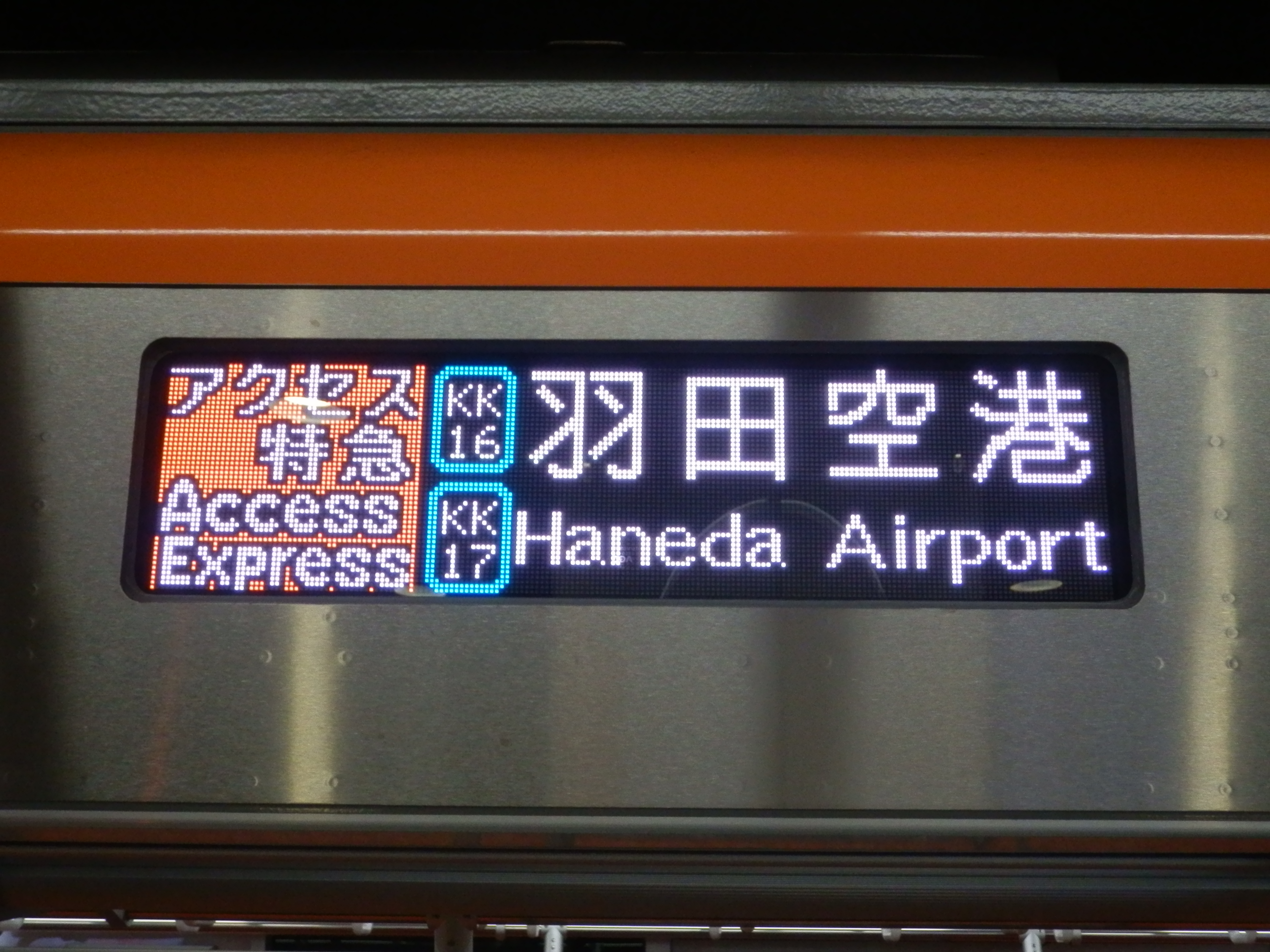
側面表示器

### 車内設備
車内はオールロングシートだが、各扉間の8人掛けロングシートが袖仕切り付きの3+2+3に分割されており、中間の2人掛けの部分は、折り畳んで荷物置き場にできる構造となっている。また、シートの背もたれを3000形より170 mm高いハイバック仕様としている。中間車の車端部は優先席とフリースペースが設けられている。
防犯カメラは1両に3台設置されている。
17インチワイド液晶ディスプレイ（LCD）による車内案内表示器を各乗降扉上に2画面ずつ搭載している。片方が停車駅や乗り換え案内などの運行情報表示用であり、もう片方が広告用になっている。
この他、プラズマクラスターイオン発生装置が導入され、空調制御ソフトの見直しなども行われている。また、開放感を持たせるために座席端部の袖仕切りにはガラスが採用されている。
空調装置は三菱電機製の集中式CU718A形で、能力は46.51 kW （40,000 kcal/h）の装置を各車1台搭載する。

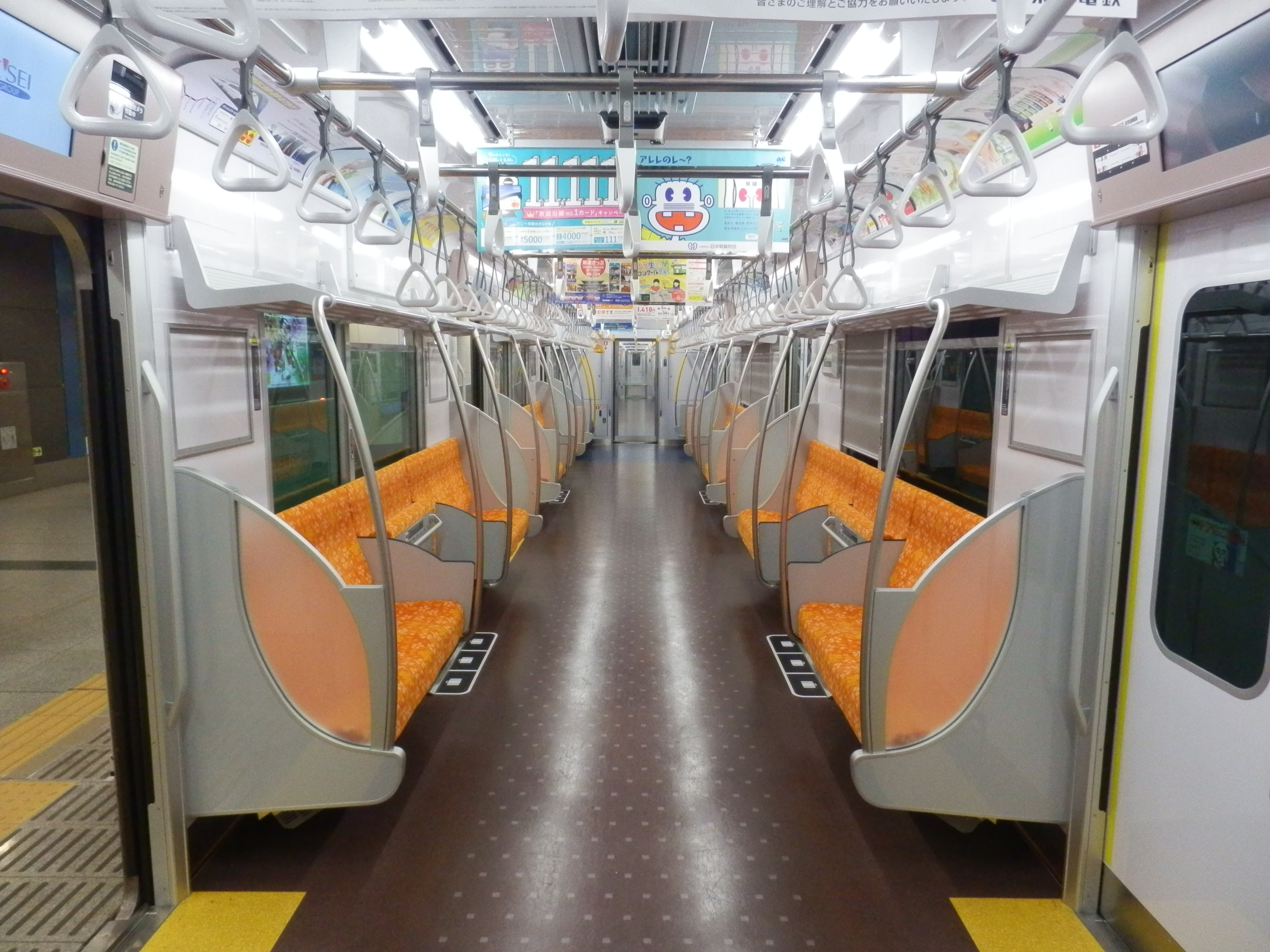
車内
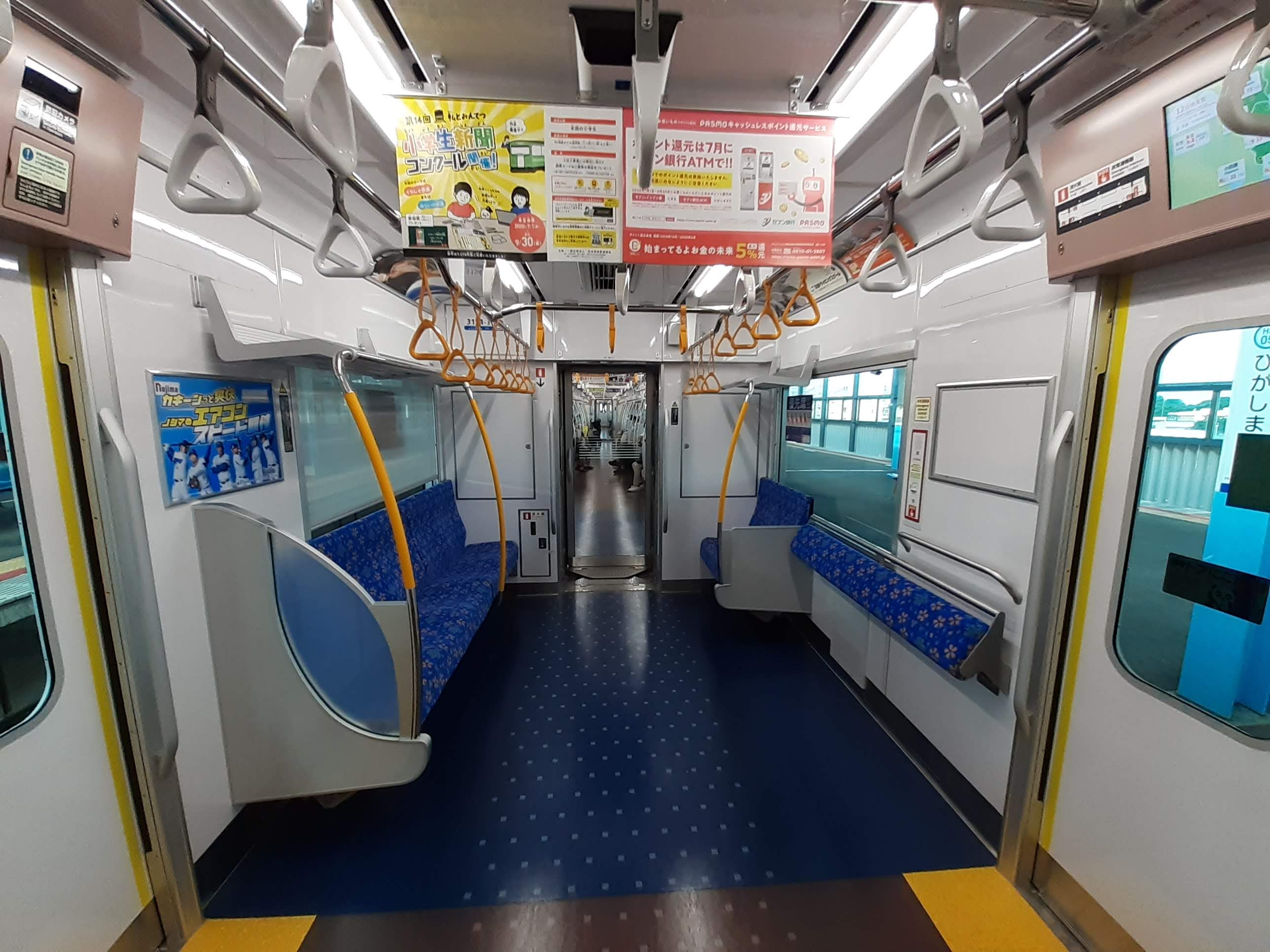
優先席・フリースペース
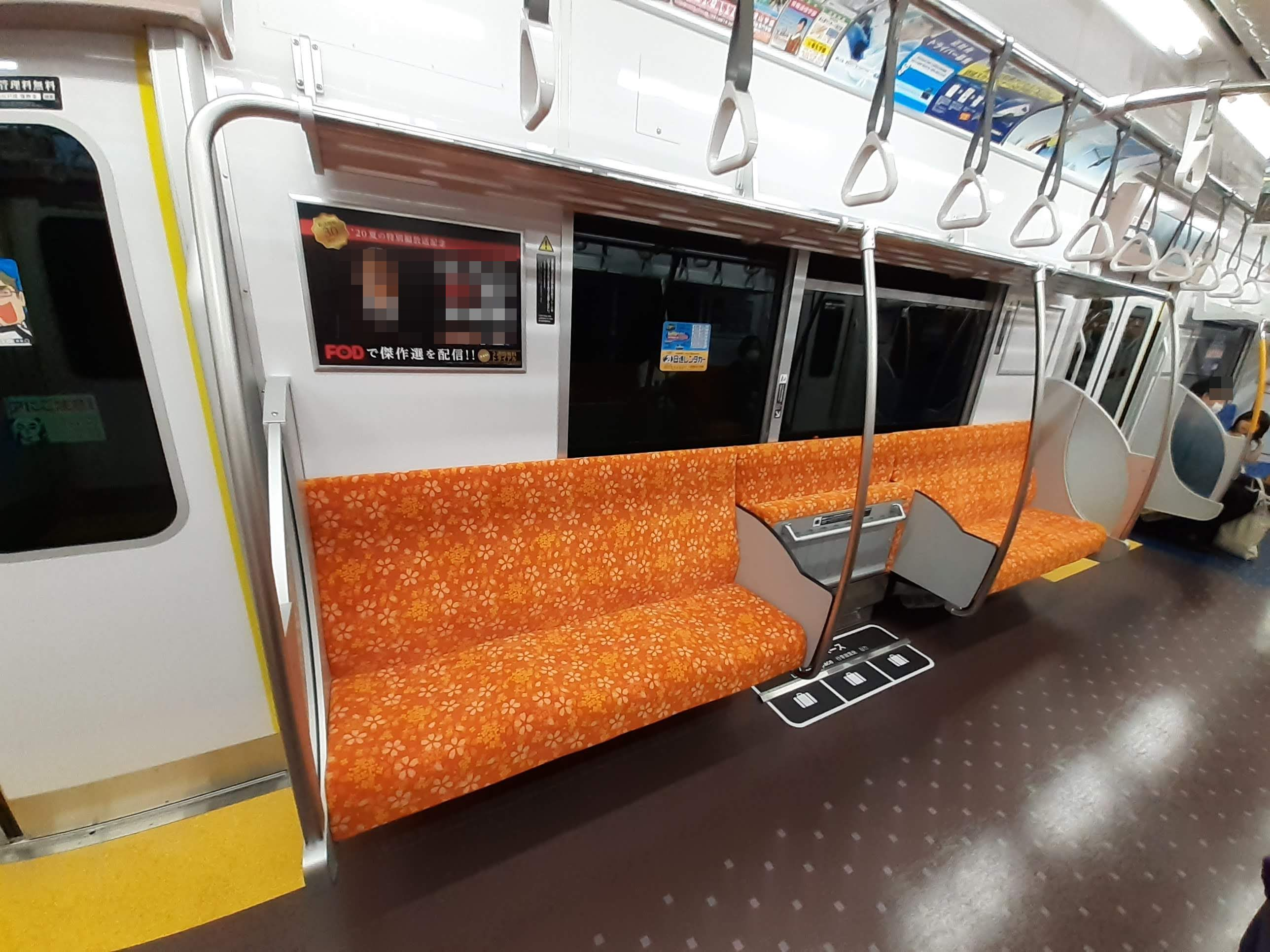
8人掛けロングシート（折りたたみ機構使用時）
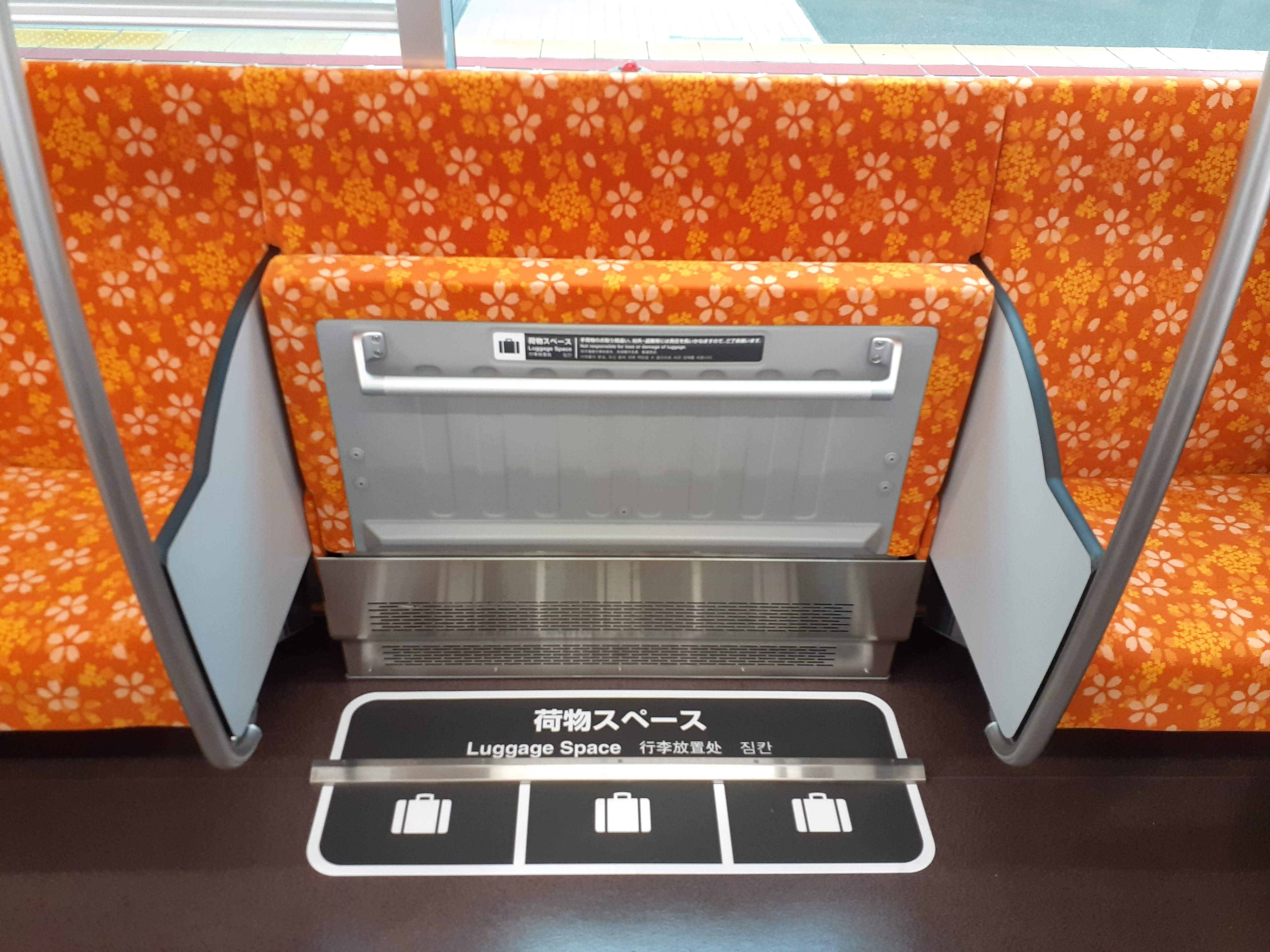
スーツケース置き場
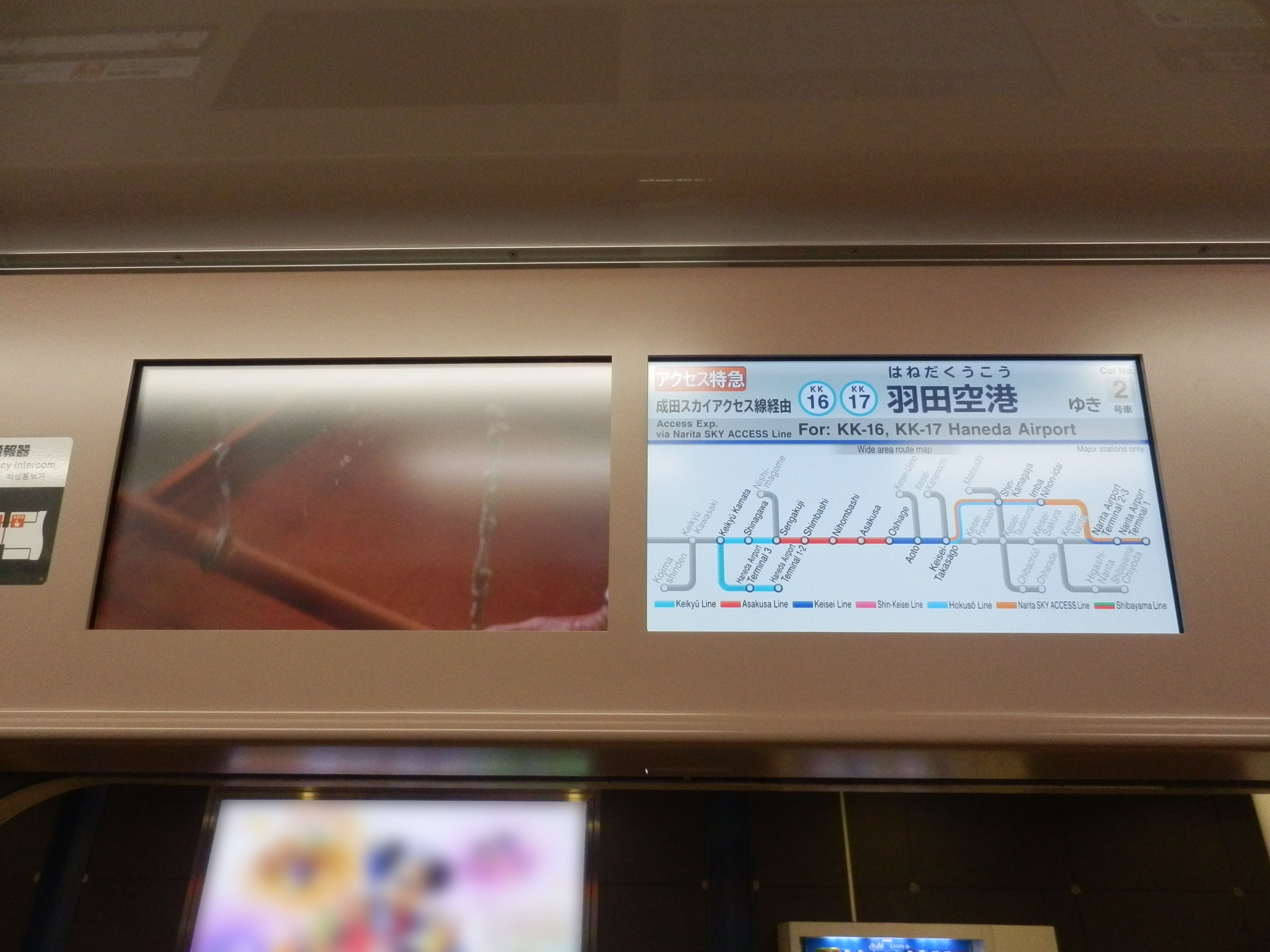
LCD式車内案内表示器
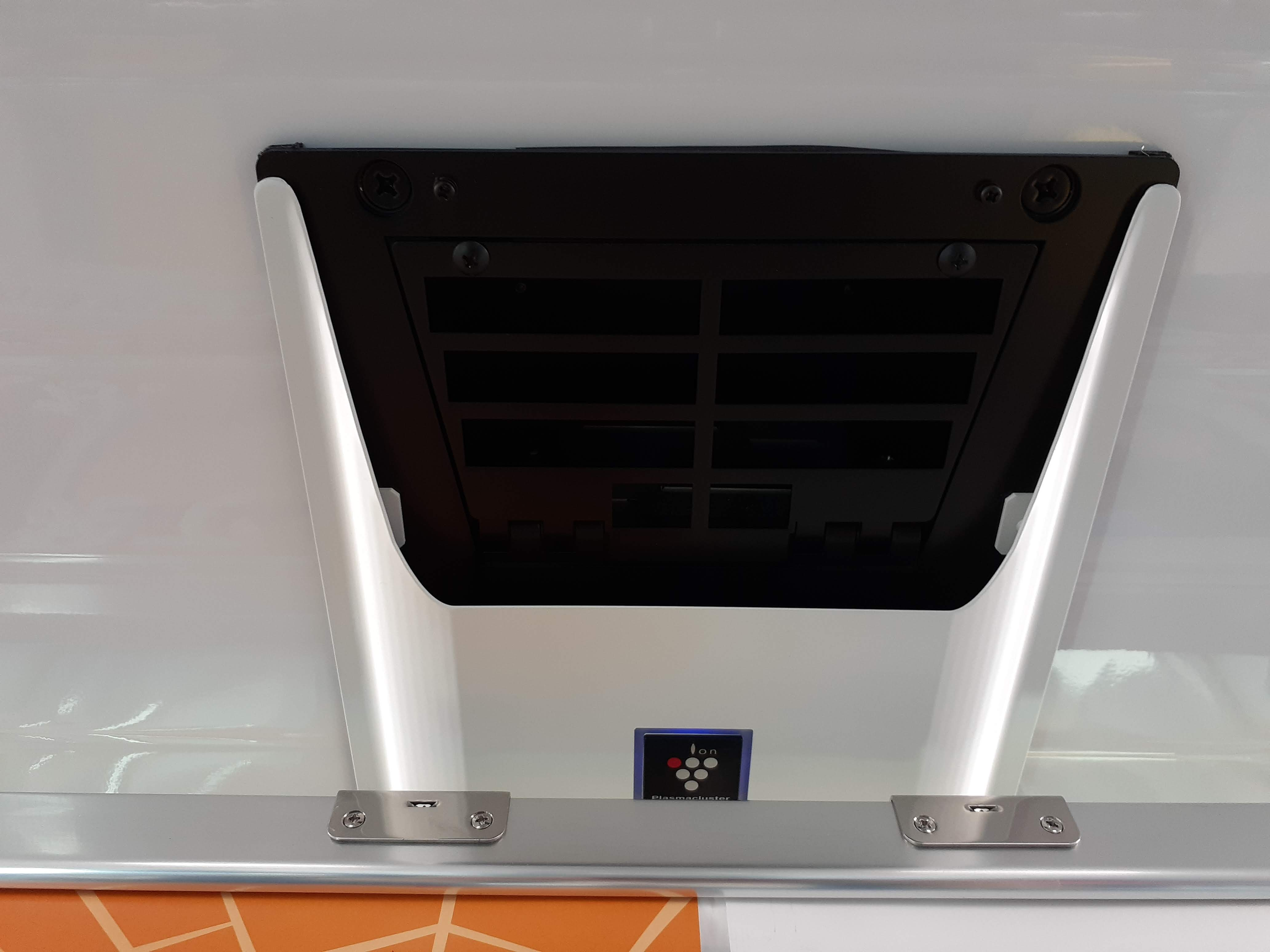
プラズマクラスターイオン発生装置

### 乗務員室
造りは基本的に3000形に近いが、マスコンハンドルのブレーキノッチ段が5段から7段に変更され、3000形と比べるとノッチ表示器がLEDから14段表示に変更されている。車掌スイッチは「間接制御方式」が採用され、ドア鍵が不要となった。

また、本系列では定速制御を採用したため、逆転ハンドル左側に定速スイッチを設置している。

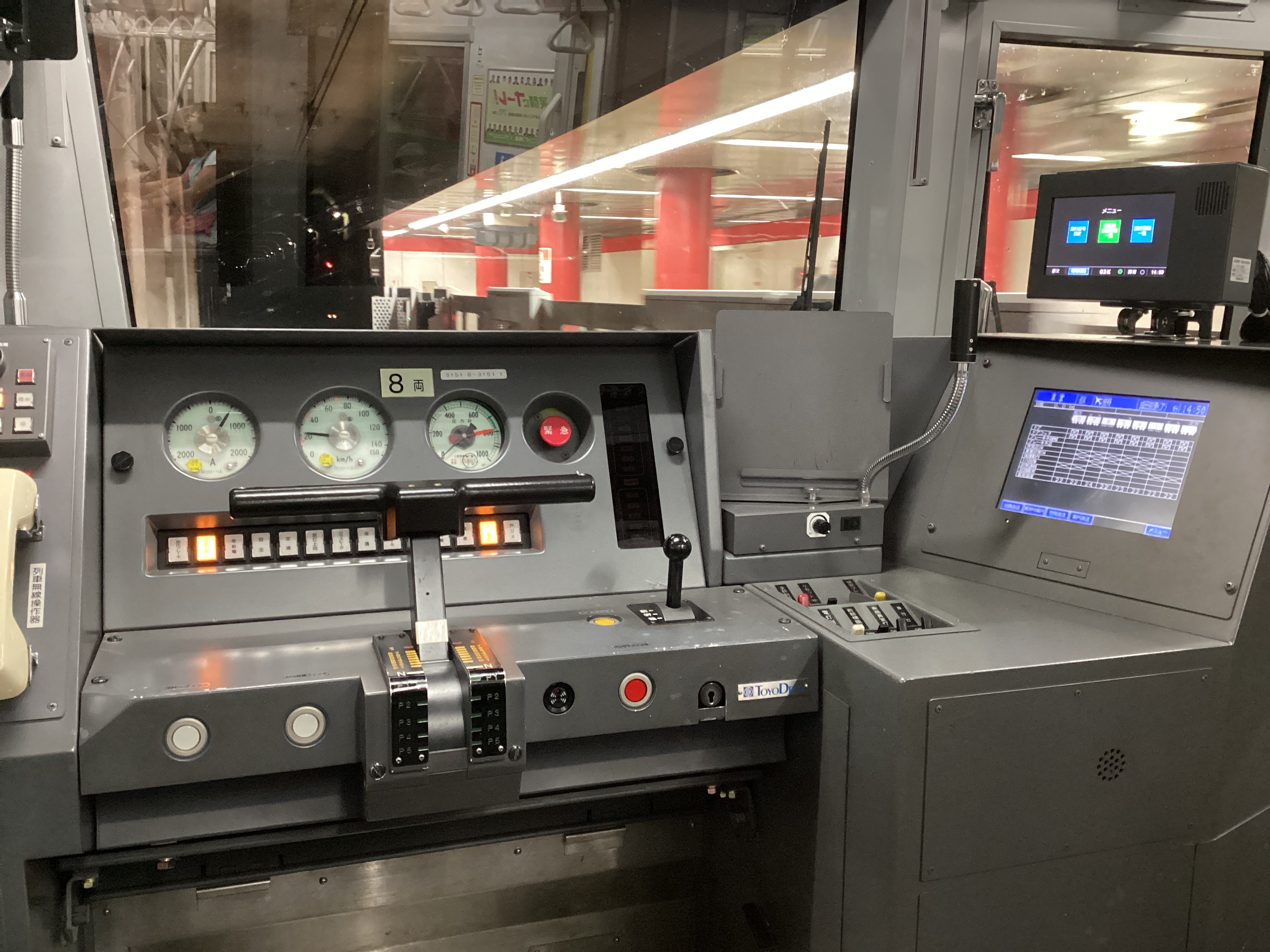
運転台

### 主要機器
主制御装置には、Si-IGBT素子とSiC-SBD素子を組合わせたハイブリッドSiC素子適用の、東洋電機製造製の2レベルPWM方式VVVFインバータ制御装置が採用され小型軽量化が図られている。1群で主電動機4台を制御し、M1車とM1'車に2群（8台分）ずつ搭載する。
主電動機は、東洋電機製造製の定格出力140kWの全閉式かご形三相誘導電動機(TDK6071-A形)を採用した。主電動機の大容量高出力化と、電気抵抗値の小さい銅コイルを用いたフィルタリアクトルの採用、回生定トルク領域の終端速度を可能な限り高めたことで回生電力を最大限に活用することで、従来のSi-IGBT素子のみ使用のVVVFインバータ制御方式を採用した3000形に比べて消費電力15%削減をすることができる。また、乗務員の要望を受け25 km/h 以上で作動する定速運転機能(京成の一般型車両としては初)を取り入れている。
6M2T編成を組むが、先頭車両が制御電動車となっており、京浜急行電鉄の規定を満たしている。パンタグラフは編成中に5基（5号車は成田空港側のみ1基、2・7号車は浦賀側・成田空港側と2基ずつ）設置される。ユニット構成は3700形（特急形車両を含めた場合はAE100形）以来採用してきた「先頭車はコンプレッサー搭載電動制御車、先頭から2両目は主制御装置搭載電動車、先頭から3両目は補助電源搭載付随車」という構成である。
台車は日本製鉄製のモノリンク式ボルスタ付空気ばね台車を使用している。形式は動力台車がFS583M形、付随台車がFS583T形である。
補助電源装置は東芝インフラシステムズ製の静止形インバータ（SIV・INV192-E0形・定格容量 150 kVA ）を搭載する。空気圧縮機（CP）は三菱電機製のオイルフリースクロール式CP（URC1200SD-I形）を各先頭車に搭載する。

## 編成表
|       | ← 浦賀           |                       |                       |                     |                 |                |                       |                  |      |
| 形式  | モハ3100-8 (M2c) | ＜ ＞ モハ3100-7 (M1) | 弱冷房 サハ3100-6 (T) | ＞ モハ3100-5 (M1') | モハ3100-4 (M2) | サハ3100-3 (T) | ＜ ＞ モハ3100-2 (M1) | モハ3100-1 (M2c) | 製造 |
| 機器  | CP               | VVVF                  | SIV                   | VVVF                |                 | SIV            | VVVF                  | CP               |      |
| 重量  | 33.6t            | 34.2t                 | 28.0t                 | 33.8t               | 31.5t           | 28.0t          | 34.2t                 | 33.6t            |      |
| 3151F | 3151-8           | 3151-7                | 3151-6                | 3151-5              | 3151-4          | 3151-3         | 3151-2                | 3151-1           | 日車 |
| 3152F | 3152-8           | 3152-7                | 3152-6                | 3152-5              | 3152-4          | 3152-3         | 3152-2                | 3152-1           | 総合 |
| 3153F | 3153-8           | 3153-7                | 3153-6                | 3153-5              | 3153-4          | 3153-3         | 3153-2                | 3153-1           | 日車 |
| 3154F | 3154-8           | 3154-7                | 3154-6                | 3154-5              | 3154-4          | 3154-3         | 3154-2                | 3154-1           | 総合 |
| 3155F | 3155-8           | 3155-7                | 3155-6                | 3155-5              | 3155-4          | 3155-3         | 3155-2                | 3155-1           | 日車 |
| 3156F | 3156-8           | 3156-7                | 3156-6                | 3156-5              | 3156-4          | 3156-3         | 3156-2                | 3156-1           | 総合 |
| 3157F | 3157-8           | 3157-7                | 3157-6                | 3157-5              | 3157-4          | 3157-3         | 3157-2                | 3157-1           | 総合 |

下線付きは車体裾に飾り帯あり

## 運用
2019年7月24日に総合車両製作所から3152編成が、9月22日に日本車輌製造から3151編成がそれぞれ出場し、金沢八景駅経由で宗吾車両基地に搬入され、試運転を経て10月26日のダイヤ改正から運用を開始した。
原則として成田スカイアクセス運用（エアポート快特・アクセス特急）と、その間合い運用のみに使用されており、都営地下鉄浅草線を経由して京浜急行電鉄羽田空港へ至る運用が中心だが、京成上野駅・西馬込駅・京急久里浜駅までの運用も設定されている。
2021年12月には、京成トラベルサービス主催の臨時団体列車にてちはら台駅に入線している。

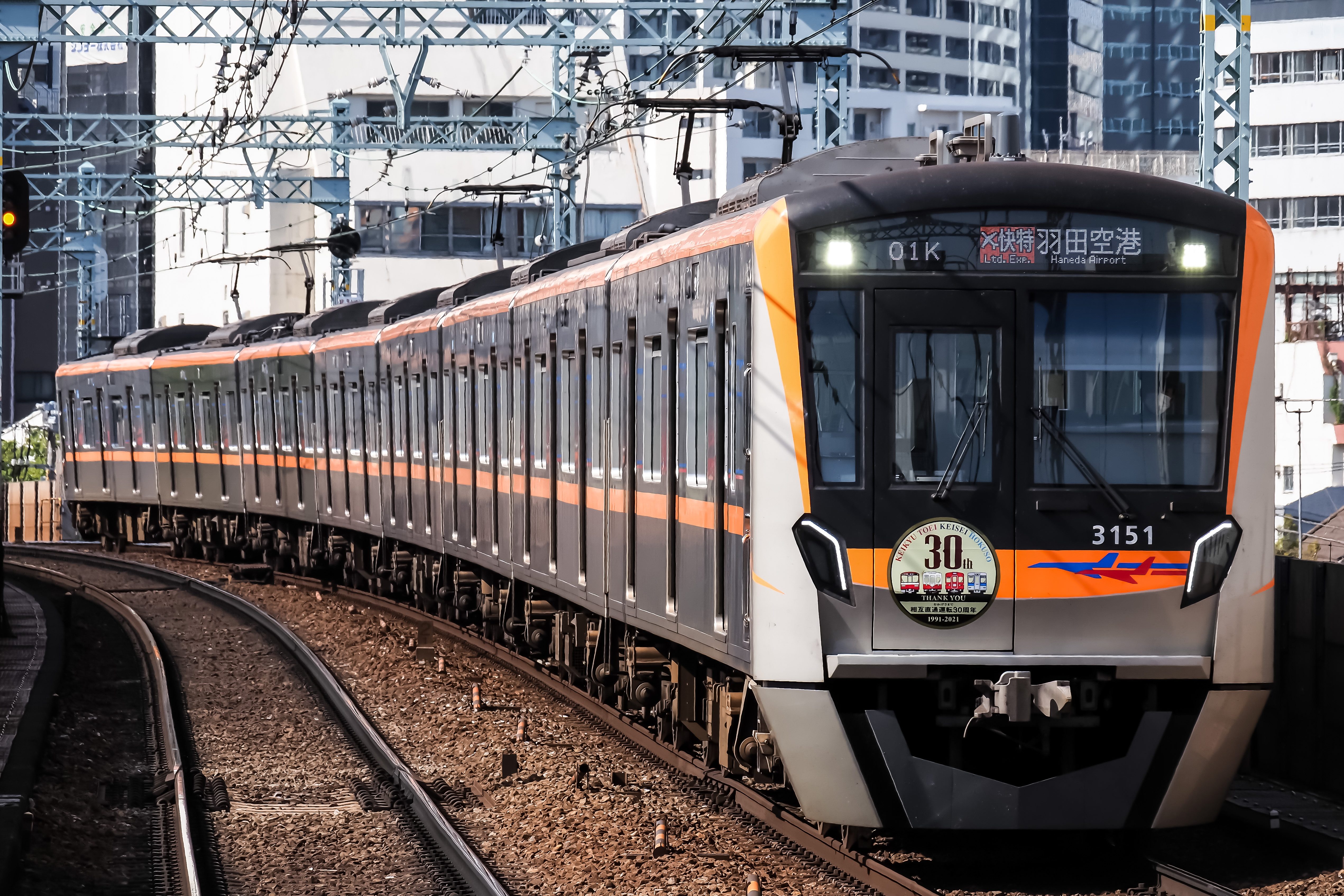
2021年に京急・都営・京成・北総相互直通30周年記念ステッカーを貼付した3151編成
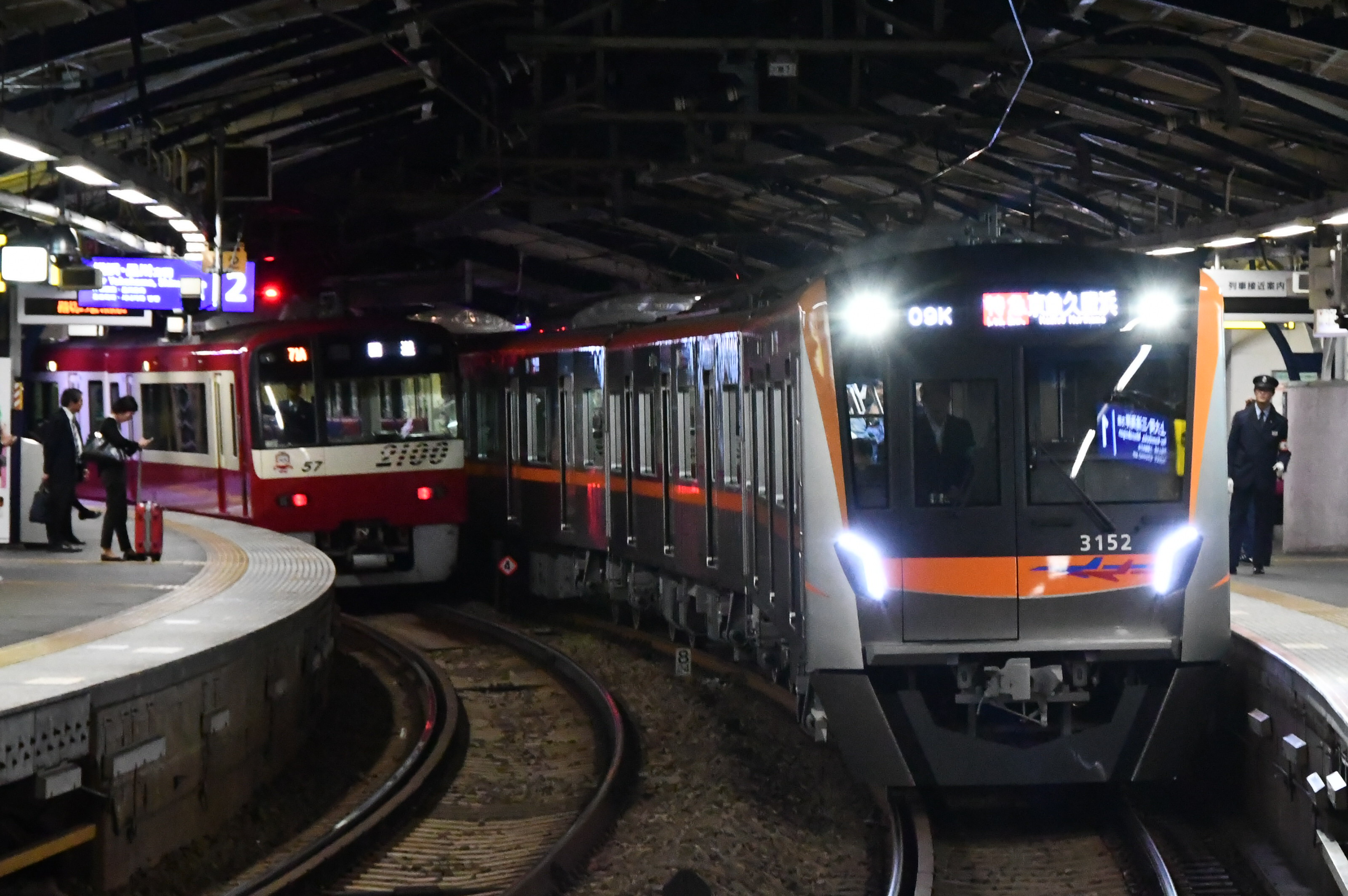
京急久里浜行きの特急として運用される3152編成
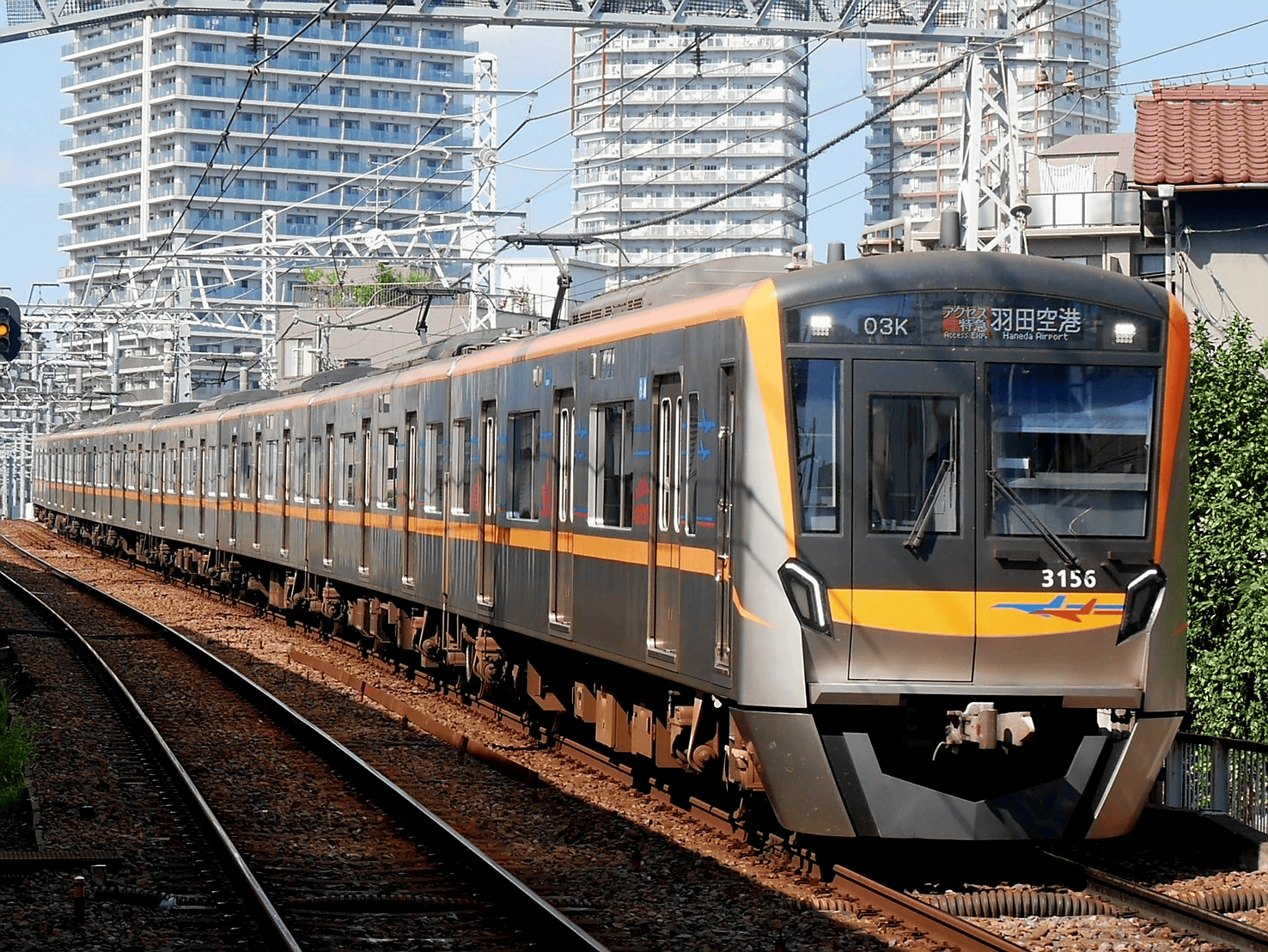
急行灯を点灯し、アクセス特急として運用される3156編成